# Liste der Monuments historiques in Arcachon
Die Liste der Monuments historiques in Arcachon führt die Monuments historiques in der französischen Gemeinde Arcachon auf.

## Liste der Bauwerke
| Bezeichnung    | Beschreibung | Standort | Kennzeichnung | Schutzstatus | Datum | Bild           |
| -------------- | ------------ | -------- | ------------- | ------------ | ----- | -------------- |
| Kriegerdenkmal |              | (Lage)   | PA33000183    | Inscrit      | 2015  | weitere Bilder |
| Synagoge       |              | (Lage)   | PA33000080    | Inscrit      | 2004  | weitere Bilder |
| Villa Thérésa  |              | (Lage)   | PA00083112    | Inscrit      | 1980  | weitere Bilder |

## Liste der Objekte

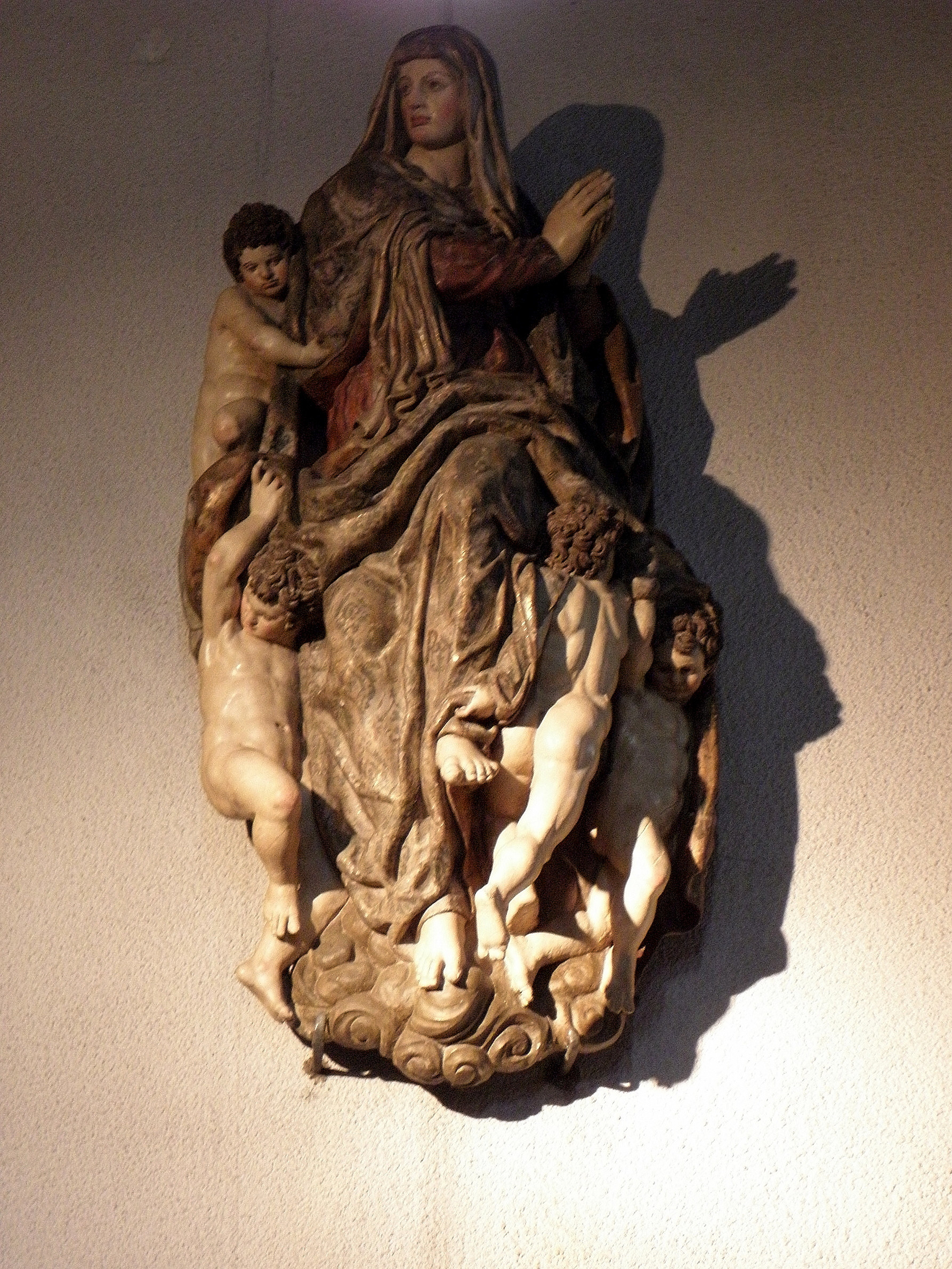
Skulptur Mariä Himmelfahrt Arcachon

- Monuments historiques (Objekte) in Arcachon in der Base Palissy des französischen Kultusministeriums

Siehe auch: Skulptur Mariä Himmelfahrt (Arcachon)

## Ehemaliges Monument historique

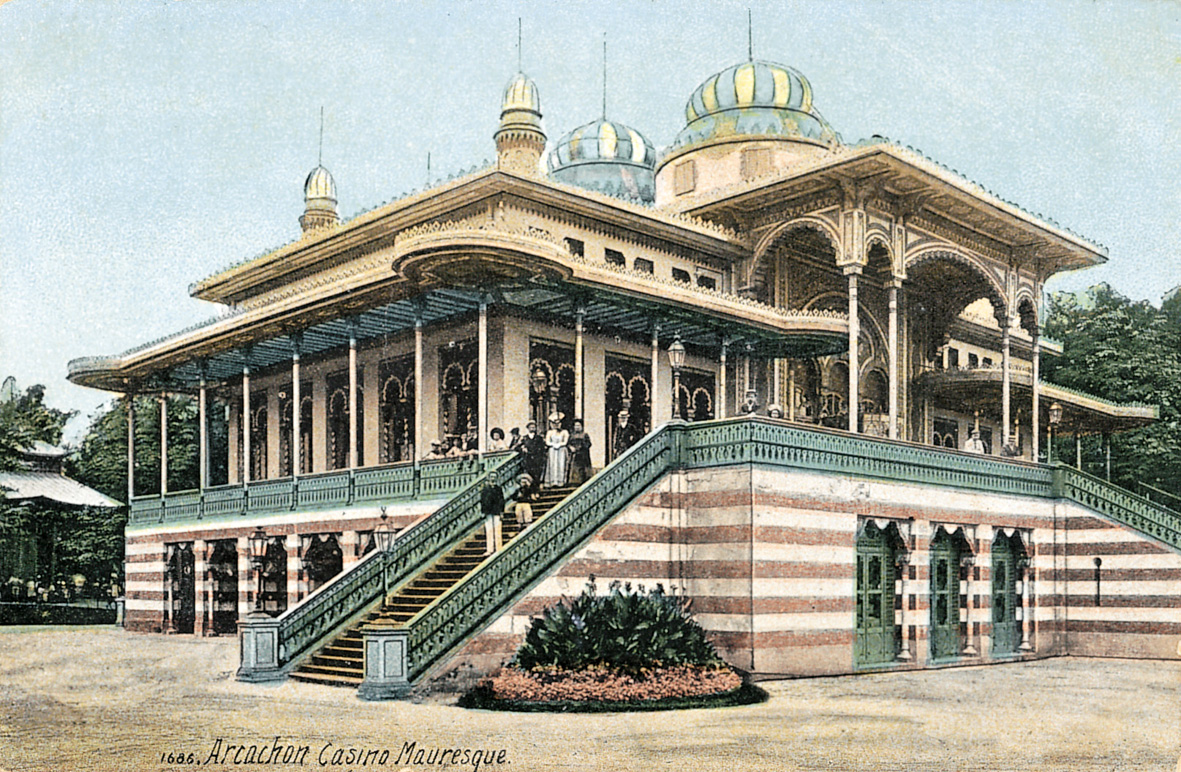
Maurisches Casino

Das Maurische Casino wurde nach einem Brand im Jahr 1977 abgerissen.